# پخش کردن

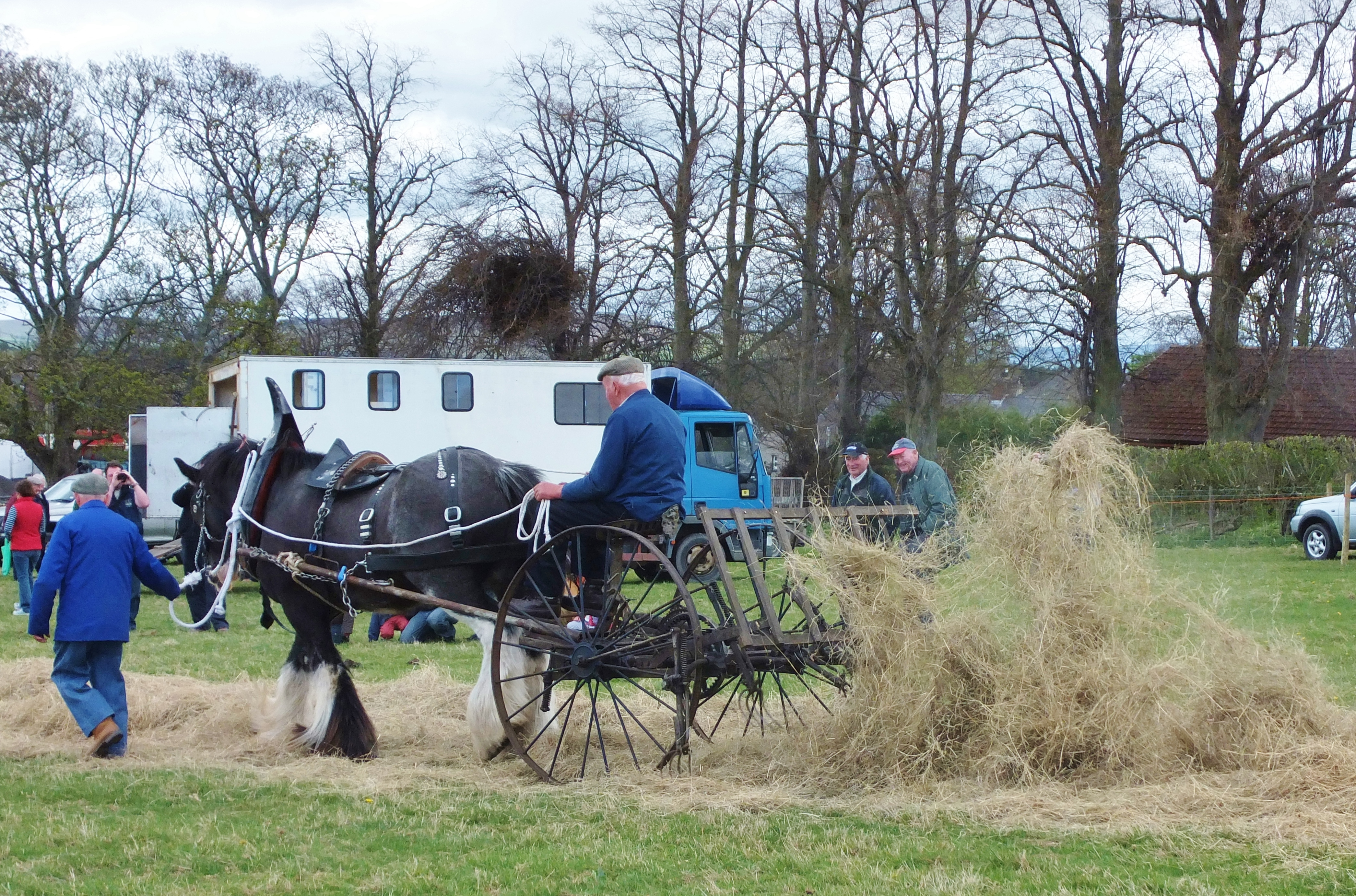
پخش کردن یونجه

پخش کردن (به انگلیسی: Tedding) فرایند کشاورزی پخش مواد در یک مزرعه است. موادی که معمولاً خاک‌ورزی می‌شوند شامل کود حیوانی که برای حاصلخیز کردن زمین پخش می‌شود و محصولاتی مانند یونجه و کتان که پیش از جمع‌آوری برای خشک شدن پخش می‌شوند، می‌شود.
در سدهٔ نوزدهم، ماشین‌آلات کشاورزی مانند کودپاش و علف‌پاش معرفی شدند که توسط اسب، موتورهای کششی یا تراکتور کشیده می‌شدند.